# Martina Hudcová
Martina Hudcová (* 26. März 1966 in Brünn) ist eine ehemalige tschechische Beachvolleyballspielerin.

## Karriere
Hudcová spielte ihre ersten Turniere 1994 mit Dolores Storková. Bei der ersten Europameisterschaft in Espinho unterlagen die Tschechinnen erst im Finale gegen die Deutschen Beate Bühler und Danja Müsch. 1997 bildete Hudcová ein neues Duo mit Tereza Tobiášová, das bei der Weltmeisterschaft in Los Angeles Platz 17 belegte. Zwei Jahre später erreichten Hudcová/Tobiášová den 25. Rang bei der WM in Marseille und wurden Neunte bei der EM in Palma. 2000 in Sydney mussten sie sich den US-Amerikanerinnen May/McPeak und den Griechinnen Karadassiou/Sfyri geschlagen geben.